# Larchköpfl
Das Larchköpfl ist ein 1418 m ü. A. hoher Berg im Vorkarwendel in Tirol.
Der Grasbergkamm sendet mehrere Seitenkämme nach Norden. Der längste davon zieht sich vom Kompar im Süden bis zum Larchköpfl, wo der Seitenkamm seinen nördlichen Abschluss findet. Dort ist er durch die Sattelalm von der Kuppel getrennt. Das Larchköpfl ist als einsame Bergwanderung erreichbar.